# Jean Howell
Jean Howell, nata Jean Cameron Howell (Pomona, 21 novembre 1927 – Santa Monica, 23 luglio 1996), è stata un'attrice statunitense.

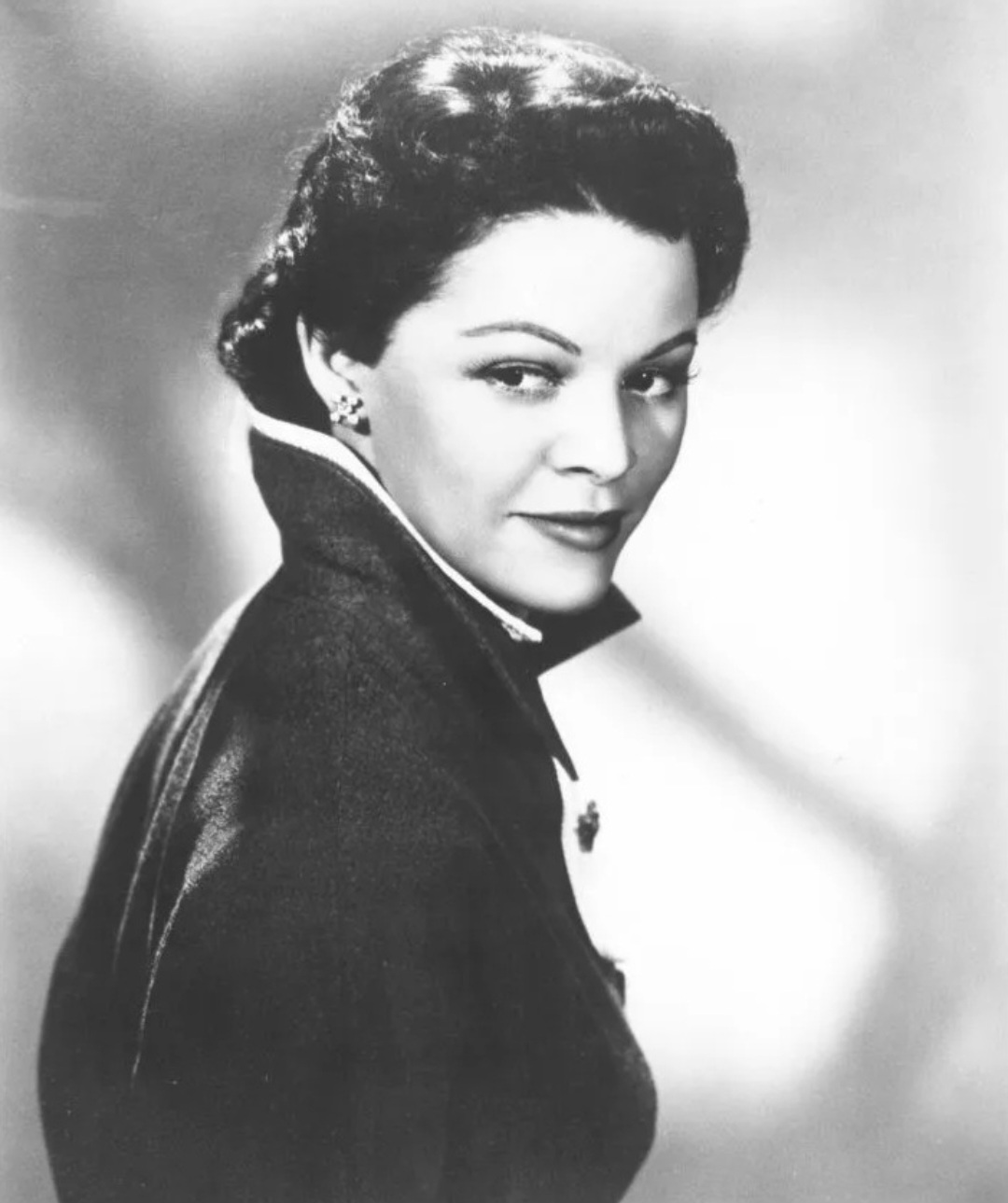

Ha recitato in 8 film e in oltre 80 produzioni televisive.

## Filmografia

### Cinema
- The Fast and the Furious (1955)
- La meticcia di fuoco (Apache Woman) (1955)
- Delitto senza scampo (Crime of Passion) (1957)
- I quattro cavalieri del terrore (Hell's Crossroads) (1957)
- I giganti toccano il cielo (Bombers B-52) (1957)
- I ragazzi del camper (The Van) (1977)
- Guerrieri dell'inferno (Who'll Stop the Rain) (1978)
- Omicidio in 35mm (Lies) (1985)
- Superstar (1999)

### Televisione
- Biff Baker, U.S.A. – serie TV, un episodio (1954)
- Space Patrol – serie TV, 2 episodi (1952-1954)
- The Adventures of Kit Carson – serie TV, 5 episodi (1952-1954)
- Fireside Theatre – serie TV, 3 episodi (1953-1955)
- Four Star Playhouse – serie TV, 3 episodi (1953-1955)
- Lux Video Theatre – serie TV, 2 episodi (1954-1956)
- Annie Oakley – serie TV, 2 episodi (1954)
- The Adventures of Falcon – serie TV, un episodio (1954)
- The Whistler – serie TV, episodio 1x02 (1954)
- Roy Rogers (The Roy Rogers Show) – serie TV, un episodio (1954)
- Waterfront – serie TV, un episodio (1954)
- Studio 57 – serie TV, 4 episodi (1955-1957)
- Meet Mr. McNutley – serie TV, un episodio (1955)
- The Millionaire – serie TV, un episodio (1955)
- The Pepsi-Cola Playhouse – serie TV, un episodio (1955)
- Stage 7 – serie TV, episodi 1x01-1x24 (1955)
- You Are There – serie TV, un episodio (1955)
- Le avventure di Gene Autry (The Gene Autry Show) – serie TV, 2 episodi (1955)
- Dragnet – serie TV, 4 episodi (1955)
- Cavalcade of America – serie TV, 3 episodi (1956-1957)
- Jane Wyman Presents The Fireside Theatre – serie TV, 2 episodi (1956-1957)
- Broken Arrow – serie TV, 2 episodi (1956-1958)
- Chevron Hall of Stars – serie TV, un episodio (1956)
- Navy Log – serie TV, episodio 1x20 (1956)
- Frida (My Friend Flicka) – serie TV, episodio 1x28 (1956)
- Crusader – serie TV, episodio 2x06 (1956)
- Soldiers of Fortune – serie TV, un episodio (1956)
- The Lineup – serie TV, 2 episodi (1957-1958)
- Le leggendarie imprese di Wyatt Earp (The Life and Legend of Wyatt Earp) – serie TV, 2 episodi (1957-1958)
- Perry Mason – serie TV, 2 episodi (1957-1961)
- Dr. Hudson's Secret Journal – serie TV, un episodio (1957)
- I racconti del West (Zane Grey Theater) – serie TV, un episodio (1957)
- Telephone Time – serie TV, episodio 2x18 (1957)
- General Electric Theater – serie TV, episodio 5x19 (1957)
- Make Room for Daddy – serie TV, un episodio (1957)
- Tales of Wells Fargo – serie TV, un episodio (1957)
- Crossroads – serie TV, un episodio (1957)
- Schlitz Playhouse of Stars – serie TV, 2 episodi (1957)
- Tombstone Territory – serie TV, un episodio (1957)
- Sheriff of Cochise – serie TV, un episodio (1957)
- The Adventures of Jim Bowie – serie TV, un episodio (1957)
- Code 3 – serie TV, 2 episodi (1957)
- The Restless Gun – serie TV, episodi 1x17-2x30 (1958-1959)
- Trackdown – serie TV, 3 episodi (1958-1959)
- Le avventure di Rin Tin Tin (The Adventures of Rin Tin Tin) – serie TV, un episodio (1958)
- Panico (Panic!) – serie TV, un episodio (1958)
- Ricercato vivo o morto (Wanted: Dead or Alive) – serie TV, episodio 1x03 (1958)
- Frontier Doctor – serie TV, un episodio (1958)
- Dennis the Menace – serie TV, 2 episodi (1959-1961)
- Death Valley Days – serie TV, un episodio (1959)
- U.S. Marshal – serie TV, un episodio (1959)
- The D.A.'s Man – serie TV, un episodio (1959)
- Avventure in elicottero (Whirlybirds) – serie TV, un episodio (1959)
- Rescue 8 – serie TV, 2 episodi (1959)
- State Trooper – serie TV, 3 episodi (1959)
- Markham – serie TV, un episodio (1959)
- Wichita Town – serie TV, un episodio (1959)
- Letter to Loretta – serie TV, 3 episodi (1960-1961)
- Il tenente Ballinger (M Squad) – serie TV, un episodio (1960)
- Gunsmoke - serie TV, episodio 5x36 (1960)
- Stuff and Nonsense – film TV (1960)
- Shotgun Slade – serie TV, un episodio (1960)
- Carovana (Stagecoach West) – serie TV, episodio 1x20 (1961)
- Frontier Circus – serie TV, un episodio (1961)
- The Beverly Hillbillies – serie TV, un episodio (1965)
- I giorni della nostra vita – serie TV (Days of Our Lives) (1965)
- Dragnet 1967 – serie TV, 2 episodi (1968)
- Ironside – serie TV, un episodio (1968)
- Il grande teatro del west (The Guns of Will Sonnett) – serie TV, un episodio (1968)
- Adam-12 – serie TV, un episodio (1969)
- Daniel Boone – serie TV, un episodio (1970)
- Mayberry R.F.D. – serie TV, un episodio (1971)
- Una famiglia americana (The Waltons) – serie TV, 2 episodi (1976)
- Washington: Behind Closed Doors – miniserie TV, 4 episodi (1977)
- I Fitzpatricks (The Fitzpatricks) – serie TV, un episodio (1977)
- Squadra emergenza (Emergency!) – serie TV, un episodio (1978)
- La famiglia Bradford (Eight Is Enough) – serie TV, 2 episodi (1978)
- Skinflint: A Country Christmas Carol – film TV (1979)
- La casa nella prateria (Little House on the Prairie) – serie TV, un episodio (1980)
- Stone – serie TV, un episodio (1980)
- Lou Grant – serie TV, un episodio (1980)
- Dallas – serie TV, un episodio (1981)
- Buffalo Bill – serie TV, un episodio (1983)
- Vita col nonno (Our House) – serie TV, un episodio (1986)